# Lista de finais para cadeirantes do Australian Open
Esta é a lista de finais para cadeirantes do Australian Open.
Estreou em 2002, inicialmente para simples masculino e feminino. Em 2004, foi a vez das duplas dessas modalidades e, 2008, as duas categorias para tetraplégicos.
De 2002 a 2006, chamou-se Wheelchair Classic 8's at Australian Open e ocorreu paralelamente ao famoso evento de profissionais e juvenis. Isso porque, uma semana depois, era disputado outro torneio em Melbourne, de nome Australian Open, não computado como major por ITF e pela própria organização do torneio. A partir de 2007, sobrou apenas o primeiro evento, que se aproximou mais do nome oficial, ora sendo Australian Open, ora Australian Open Wheelchair Championships.
A categoria Grand Slam foi formalizada apenas em 2009 nesse circuito. Começou como Championship Series 2 (2002–2004), ITF Masters Series (2006) e ITF Super Series (2007–2008), todos com o mesmo status.

## Por ano

### Simples

#### Masculinas
| Ano  | Campeão           | Vice-campeão      | Resultado      |
| ---- | ----------------- | ----------------- | -------------- |
| 2025 | Alfie Hewett      | Tokito Oda        | 6–4, 6–4       |
| 2024 | Tokito Oda        | Alfie Hewett      | 6–2, 6–4       |
| 2023 | Alfie Hewett      | Tokito Oda        | 6–3, 6–1       |
| 2022 | Shingo Kunieda    | Alfie Hewett      | 7–5, 3–6, 6–2  |
| 2021 | Joachim Gérard    | Alfie Hewett      | 6–0, 4–6, 6–4  |
| 2020 | Shingo Kunieda    | Gordon Reid       | 6–4, 6–4       |
| 2019 | Gustavo Fernández | Stefan Olsson     | 7–5, 6–3       |
| 2018 | Shingo Kunieda    | Stéphane Houdet   | 4–6, 6–1, 7–63 |
| 2017 | Gustavo Fernández | Nicolas Peifer    | 3–6, 6–2, 6–0  |
| 2016 | Gordon Reid       | Joachim Gérard    | 7–67, 6–4      |
| 2015 | Shingo Kunieda    | Stéphane Houdet   | 6–2, 6–2       |
| 2014 | Shingo Kunieda    | Gustavo Fernández | 6–0, 6–1       |
| 2013 | Shingo Kunieda    | Stéphane Houdet   | 6–2, 6–0       |
| 2012 | Maikel Scheffers  | Nicolas Peifer    | 3–6, 7–62, 6–0 |
| 2011 | Shingo Kunieda    | Stéphane Houdet   | 6–0, 6–3       |
| 2010 | Shingo Kunieda    | Stéphane Houdet   | 7–63, 2–6, 7–5 |
| 2009 | Shingo Kunieda    | Stéphane Houdet   | 6–2, 6–4       |
| 2008 | Shingo Kunieda    | Michaël Jeremiasz | 6–1, 6–4       |
| 2007 | Shingo Kunieda    | Michaël Jeremiasz | 6–3, 3–6, 6–4  |
| 2006 | Michaël Jeremiasz | Satoshi Saida     | 5–7, 6–4, 6–3  |
| 2005 | David Hall        | Robin Ammerlaan   | 7–5, 3–6, 6–1  |
| 2004 | David Hall        | Robin Ammerlaan   | 6–4, 7–5       |
| 2003 | David Hall        | Robin Ammerlaan   | 6–1, 7–65      |
| 2002 | Robin Ammerlaan   | David Hall        | 6–2, 6–4       |

#### Femininas
| Ano  | Campeã            | Vice-campeã         | Resultado            |
| ---- | ----------------- | ------------------- | -------------------- |
| 2025 | Yui Kamiji        | Aniek van Koot      | 6–2, 6–2             |
| 2024 | Diede de Groot    | Yui Kamiji          | 7–5, 6–4             |
| 2023 | Diede de Groot    | Yui Kamiji          | 0–6, 6–2, 6–2        |
| 2022 | Diede de Groot    | Aniek van Koot      | 6–1, 6–1             |
| 2021 | Diede de Groot    | Yui Kamiji          | 6–3, 46–7, 7–6(10–4) |
| 2020 | Yui Kamiji        | Aniek van Koot      | 6–2, 6–2             |
| 2019 | Diede de Groot    | Yui Kamiji          | 6–0, 6–2             |
| 2018 | Diede de Groot    | Yui Kamiji          | 7–66, 6–4            |
| 2017 | Yui Kamiji        | Jiske Griffioen     | 26–7, 6–3, 6–3       |
| 2016 | Jiske Griffioen   | Aniek van Koot      | 6–3, 7–5             |
| 2015 | Jiske Griffioen   | Yui Kamiji          | 6–3, 7–5             |
| 2014 | Sabine Ellerbrock | Yui Kamiji          | 3–6, 6–4, 6–2        |
| 2013 | Aniek van Koot    | Sabine Ellerbrock   | 6–1, 1–6, 7–5        |
| 2012 | Esther Vergeer    | Aniek van Koot      | 6–0, 6–0             |
| 2011 | Esther Vergeer    | Daniela di Toro     | 6–0, 6–0             |
| 2010 | Korie Homan       | Florence Gravellier | 6–2, 6–2             |
| 2009 | Esther Vergeer    | Korie Homan         | 6–4, 6–2             |
| 2008 | Esther Vergeer    | Korie Homan         | 6–3, 6–3             |
| 2007 | Esther Vergeer    | Florence Gravellier | 6–1, 6–0             |
| 2006 | Esther Vergeer    | Jiske Griffioen     | 6–4, 6–0             |
| 2005 | Mie Yaosa         | Maaike Smit         | 7–65, 6–1            |
| 2004 | Esther Vergeer    | Daniela di Toro     | 4–6, 6–3, 6–1        |
| 2003 | Esther Vergeer    | Daniela di Toro     | 2–6, 6–0, 6–3        |
| 2002 | Esther Vergeer    | Daniela di Toro     | 6–2, 6–0             |

#### Tetraplégicas
| Ano  | Campeão       | Vice-campeão     | Resultado     |
| ---- | ------------- | ---------------- | ------------- |
| 2025 | Sam Schröder  | Niels Vink       | 7–67, 7–5     |
| 2024 | Sam Schröder  | Guy Sasson       | 6–3, 6–3      |
| 2023 | Sam Schröder  | Niels Vink       | 6–2, 7–5      |
| 2022 | Sam Schröder  | Dylan Alcott     | 7–5, 6–0      |
| 2021 | Dylan Alcott  | Sam Schröder     | 6–1, 6–0      |
| 2020 | Dylan Alcott  | Andy Lapthorne   | 6–0, 6–4      |
| 2019 | Dylan Alcott  | David Wagner     | 6–4, 7–62     |
| 2018 | Dylan Alcott  | David Wagner     | 7–61, 6–1     |
| 2017 | Dylan Alcott  | Andy Lapthorne   | 6–2, 6–2      |
| 2016 | Dylan Alcott  | David Wagner     | 6–2, 6–2      |
| 2015 | Dylan Alcott  | David Wagner     | 6–2, 6–3      |
| 2014 | David Wagner  | Lucas Sithole    | 3–6, 7–5, 6–3 |
| 2013 | David Wagner  | Andrew Lapthorne | 2–6, 6–1, 6–4 |
| 2012 | Peter Norfolk | David Wagner     | 4–6, 6–4, 6–2 |
| 2011 | David Wagner  | Peter Norfolk    | 6–2, 6–3      |
| 2010 | Peter Norfolk | David Wagner     | 6–2, 7–64     |
| 2009 | Peter Norfolk | David Wagner     | 7–65, 6–1     |
| 2008 | Peter Norfolk | David Wagner     | 6–2, 6–3      |

### Duplas

#### Masculinas
| Ano  | Campeões                         | Vice-campeões                      | Resultado        |
| ---- | -------------------------------- | ---------------------------------- | ---------------- |
| 2025 | Alfie Hewett Gordon Reid         | Daniel Caverzaschi                 | 6–2, 6–4         |
| 2024 | Alfie Hewett Gordon Reid         | Takuya Miki Tokito Oda             | 6–3, 6–2         |
| 2023 | Alfie Hewett Gordon Reid         | Maikel Scheffers Ruben Spaargaren  | 6–1, 6–2         |
| 2022 | Alfie Hewett Gordon Reid         | Gustavo Fernández Shingo Kunieda   | 6–2, 4–6, [10–7] |
| 2021 | Alfie Hewett Gordon Reid         | Stéphane Houdet Nicolas Peifer     | 7–5, 7–63        |
| 2020 | Alfie Hewett Gordon Reid         | Stéphane Houdet Nicolas Peifer     | 4–6, 6–4, [10–7] |
| 2019 | Joachim Gérard Stefan Olsson     | Stéphane Houdet Ben Weekes         | 6–3, 6–2         |
| 2018 | Stéphane Houdet Nicolas Peifer   | Alfie Hewett Gordon Reid           | 6–4, 6–2         |
| 2017 | Joachim Gérard Gordon Reid       | Gustavo Fernández Alfie Hewett     | 6–3, 3–6, [10–3] |
| 2016 | Stéphane Houdet Nicolas Peifer   | Gordon Reid Shingo Kunieda         | 6–3, 3–6, 7–5    |
| 2015 | Stéphane Houdet Shingo Kunieda   | Gustavo Fernández Gordon Reid      | 6–2, 6–1         |
| 2014 | Stéphane Houdet Shingo Kunieda   | Gordon Reid Maikel Scheffers       | 6–3, 6–3         |
| 2013 | Michaël Jeremiasz Shingo Kunieda | Adam Kellerman Stefan Olsson       | 6–0, 6–1         |
| 2012 | Robin Ammerlaan Ronald Vink      | Stéphane Houdet Nicolas Peifer     | 6–2, 4–6, 6–1    |
| 2011 | Shingo Kunieda Maikel Scheffers  | Stéphane Houdet Nicolas Peifer     | 6–3, 6–3         |
| 2010 | Stéphane Houdet Shingo Kunieda   | Robin Ammerlaan Maikel Scheffers   | 6–2, 6–2         |
| 2009 | Robin Ammerlaan Shingo Kunieda   | Stefan Olsson Maikel Scheffers     | 7–5, 6–1         |
| 2008 | Shingo Kunieda Satoshi Saida     | Robin Ammerlaan Ronald Vink        | 6–4, 6–3         |
| 2007 | Robin Ammerlaan Shingo Kunieda   | Maikel Scheffers Ronald Vink       | 6–2, 6–0         |
| 2006 | Robin Ammerlaan Martin Legner    | Michaël Jeremiasz Satoshi Saida    | 3–6, 6–3, 7–65   |
| 2005 | Robin Ammerlaan Martin Legner    | Anthony Bonaccurso David Hall      | 6–4, 6–3         |
| 2004 | Robin Ammerlaan Martin Legner    | Tadeusz Kruszelnicki Satoshi Saida | 6–3, 6–3         |

#### Femininas
| Ano  | Campeãs                            | Vice-campeãs                        | Resultado         |
| ---- | ---------------------------------- | ----------------------------------- | ----------------- |
| 2025 | Li Xiaohui Wang Ziying             | Manami Tanaka Zhu Zhenzhen          | 6–2, 6–3          |
| 2024 | Diede de Groot Jiske Griffioen     | Yui Kamiji Kgothatso Montjane       | 6–3, 7–62         |
| 2023 | Diede de Groot Aniek van Koot      | Yui Kamiji Zhu Zhenzhen             | 6–3, 6–2          |
| 2022 | Diede de Groot Aniek van Koot      | Yui Kamiji Lucy Shuker              | 7–5, 3–6, [10–2]  |
| 2021 | Diede de Groot Aniek van Koot      | Kgothatso Montjane Lucy Shuker      | 6–4, 6–1          |
| 2020 | Yui Kamiji Jordanne Whiley         | Diede de Groot Aniek van Koot       | 6–2, 6–4          |
| 2019 | Diede de Groot Aniek van Koot      | Marjolein Buis Sabine Ellerbrock    | 5–7, 7–64, [10–8] |
| 2018 | Marjolein Buis Yui Kamiji          | Diede de Groot Aniek van Koot       | 6–0, 6–4          |
| 2017 | Jiske Griffioen Aniek van Koot     | Diede de Groot Yui Kamiji           | 6–3, 6–2          |
| 2016 | Marjolein Buis Yui Kamiji          | Jiske Griffioen Aniek van Koot      | 6–2, 6–2          |
| 2015 | Yui Kamiji Jordanne Whiley         | Jiske Griffioen Aniek van Koot      | 4–6, 6–4, 7–5     |
| 2014 | Yui Kamiji Jordanne Whiley         | Marjolein Buis Jiske Griffioen      | 6–2, 6–7, 6–2     |
| 2013 | Jiske Griffioen Aniek van Koot     | Marjolein Buis Lucy Shuker          | 6–4, 6–3          |
| 2012 | Esther Vergeer Sharon Walraven     | Marjolein Buis Aniek van Koot       | 4–6, 6–2, 6–4     |
| 2011 | Esther Vergeer Sharon Walraven     | Jiske Griffioen Aniek van Koot      | 6–0, 6–2          |
| 2010 | Florence Gravellier Aniek van Koot | Daniela Di Toro Lucy Shuker         | 6–3, 7–62         |
| 2009 | Korie Homan Esther Vergeer         | Agnieszka Bartczak Katharina Krüger | 6–1, 6–0          |
| 2008 | Jiske Griffioen Esther Vergeer     | Korie Homan Sharon Walraven         | 6–3, 6–1          |
| 2007 | Jiske Griffioen Esther Vergeer     | Florence Gravellier Korie Homan     | 6–0, 3–6, [10–6]  |
| 2006 | Jiske Griffioen Esther Vergeer     | Yuka Chokyu Mie Yaosa               | 6–2, 6–0          |
| 2005 | Florence Gravellier Maaike Smit    | Yuka Chokyu Mie Yaosa               | 6–3, 6–3          |
| 2004 | Maaike Smit Esther Vergeer         | Sonja Peters Sharon Walraven        | 6–3, 7–63         |

#### Tetraplégicas
| Ano  | Campeões                       | Vice-campeões                 | Resultado          |
| ---- | ------------------------------ | ----------------------------- | ------------------ |
| 2025 | Andy Lapthorne Sam Schröder    | Guy Sasson Niels Vink         | 6–1, 6–4           |
| 2024 | Andy Lapthorne David Wagner    | Donald Ramphadi Guy Sasson    | 6–4, 3–6, [10–2]   |
| 2023 | Sam Schröder Niels Vink        | Donald Ramphadi Ymanitu Silva | 6–1, 6–3           |
| 2022 | Andy Lapthorne David Wagner    | Sam Schröder Niels Vink       | 2–6, 6–4, [10–7]   |
| 2021 | Dylan Alcott Heath Davidson    | Andy Lapthorne David Wagner   | 6–2, 3–6, [10–7]   |
| 2020 | Dylan Alcott Heath Davidson    | Andy Lapthorne David Wagner   | 6–4, 6–3           |
| 2019 | Dylan Alcott Heath Davidson    | Andy Lapthorne David Wagner   | 6–3, 66–7, [12–10] |
| 2018 | Dylan Alcott Heath Davidson    | Andy Lapthorne David Wagner   | 6–0, 56–7, [10–6]  |
| 2017 | Andy Lapthorne David Wagner    | Dylan Alcott Heath Davidson   | 6–3, 6–3           |
| 2016 | Lucas Sithole David Wagner     | Dylan Alcott Andrew Lapthorne | 6–1, 6–3           |
| 2015 | Andrew Lapthorne David Wagner  | Dylan Alcott Lucas Sithole    | 6–0, 3–6, 6–2      |
| 2014 | Andrew Lapthorne David Wagner  | Dylan Alcott Lucas Sithole    | 6–4, 6–4           |
| 2013 | Nicholas Taylor David Wagner   | Anders Hard Andrew Lapthorne  | 6–2, 6–3           |
| 2012 | Andrew Lapthorne Peter Norfolk | Noam Gershony David Wagner    | 6–4, 6–2           |
| 2011 | Andrew Lapthorne Peter Norfolk | Nicholas Taylor David Wagner  | 6–3, 6–3           |
| 2010 | Nicholas Taylor David Wagner   | Johan Andersson Peter Norfolk | 6–2, 7–65          |
| 2009 | Nicholas Taylor David Wagner   | Johan Andersson Peter Norfolk | 6–2, 6–3           |
| 2008 | Nicholas Taylor David Wagner   | Sarah Hunter Peter Norfolk    | 5–7, 6–0, [10–3]   |